# 사진2항
사진2항은 경상북도 영덕군 영해면 사진2리에 있는 어항이다. 2008년 11월 28일 어촌정주어항으로 지정하여 관리하고 있다. 시설관리자는 영덕군수이다.

## 어항 구역
본 항의 어항구역은 다음과 같다.
- 수역: 기존 남방파제 시점부에서 S방향으로 30m 나아가 만나는 해안선의 점(X:336,800.00 Y:239,374.87)과 E방향으로 145m 나아간 점(X:336,800.00 Y:239,520.00), 여기서 N방향으로 200m 나아간 점(X:337,000.00 Y:239,520.00) 그리고 여기서 W방향으로 나아가 만나는 해안선의 점(X:337,000.00 Y:239,338.89)를 연결하는 구역(37,511m²)
- 육역: 경상북도 영덕군 영해면 사진2리

## 어항 시설
- 북방파제 32m, 남방파제 79m, 선양장 83m, 물양장 47m

## 개발 계획
- 북방파제 102m, 남방파제 79m, 선양장 119m, 물양장 112m[1]

## 주요 어종
- 가자미, 오징어, 전복, 해삼, 대게, 미역